# (9351) Neumayer
(9351) Neumayer (1991 TH6) – planetoida z pasa głównego asteroid okrążająca Słońce w ciągu 3,62 lat w średniej odległości 2,36 j.a. Odkryta 2 października 1991 roku.